# Pingwin (film)

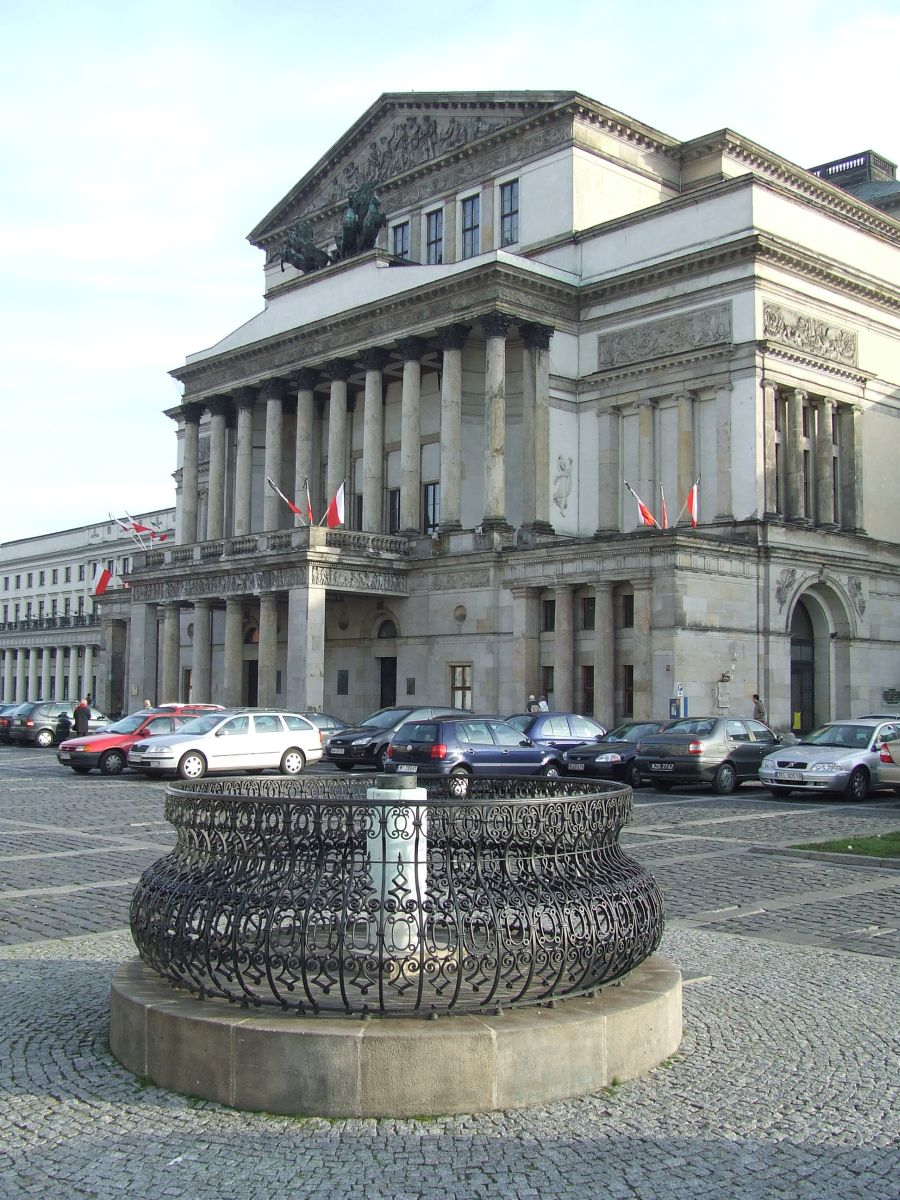
Południk Warszawski na pl. Teatralnym, przy którym zrealizowano część zdjęć

Pingwin – polski czarno-biały film fabularny z 1964 roku w reżyserii Jerzego Stefana Stawińskiego.
Zdjęcia do filmu zrealizowano w Warszawie (m.in. Politechnika, pl. Zbawiciela, pl. Teatralny, Nowy Świat, Krakowskie Przedmieście, ul. Bielańska).

## Fabuła
Skromny i niepozorny student Politechniki Warszawskiej Andrzej, zwany „Pingwinem” (Andrzej Kozak) stara się o względy Baśki Oraczewskiej (Krystyna Konarska). Niestety, Baśka nie zwraca na niego uwagi. Dziewczyna wydaje się gustować w towarzystwie „bananowej młodzieży”. Andrzej siłą rzeczy pragnie się wkupić w łaski tego towarzystwa. Na młodzieżowej prywatce rozpieszczony jedynak Adaś Bączek (Wojciech Duryasz), nadający ton temu środowisku, upokarza Baśkę, która nie reaguje na jego zaloty. Adaś telefonuje do swojego kolegi Łukasza Brody (Zbigniew Cybulski), który na jego prośbę odczytuje fragmenty listów zakochanej w nim Baśki. Ośmieszona Baśka ucieka, a Andrzej staje w jej obronie i postanawia odzyskać i zwrócić listy. Wkrótce Adaś Bączek zostaje porwany, a porywacz żąda okupu. Andrzej odkrywa, że sprawa porwania została sfingowana. W rzekomym porwaniu maczał palce drobny cwaniaczek Łukasz Broda. Andrzej przeprowadza z nim męską rozmowę, w wyniku której Adaś wraca na łono rodziny. Andrzej zostaje ciężko pobity przez kumpli Łukasza, lecz zyskuje przychylność Basi.

## Obsada
- Andrzej Kozak − Andrzej „Pingwin”
- Krystyna Konarska − Baśka Oraczewska, dubbing Kalina Jędrusik
- Zbigniew Cybulski − Łukasz Broda
- Janina Kałuska-Szydłowska − Irena, matka „Pingwina”
- Mieczysław Milecki − Jan, ojciec „Pingwina”
- Wojciech Duryasz − Adaś Bączek
- Elżbieta Święcicka − Bączkowa, matka Adasia
- Andrzej Szczepkowski − architekt Paweł Bączek, ojciec Adasia
- Stanisław Tym − „Osetnik”, kolega Bączka
- Andrzej Siedlecki − chłopak na klatce schodowej
- Krzysztof Kowalewski − pasażer autobusu; nie występuje w napisach
- Małgorzata Niemirska − Julita, dziewczyna w budce telefonicznej
- Emilia Krakowska − dziewczyna w budce telefonicznej